# Nikos Economopoulos
Nikos Economopoulos (Νίκος Οικονομόπουλος, Nikos Oikonomopoulos; Calamata, 1953) è un fotografo greco, noto per le sue fotografie dei Balcani e in particolare della Grecia.

## Vita e carriera
Nato a Kalamata, Economopoulos ha studiato giurisprudenza all'università ed ha lavorato come giornalista.
Economopoulos ha iniziato a fotografare solo a 25 anni quando un amico in Italia gli mostrò un libro sull'opera di Henri Cartier-Bresson, che ebbe un impatto sia immediato che duraturo. Cartier-Bresson "mi ha mostrato un nuovo modo di vedere le cose. Ciò che ho visto nel suo lavoro non è stato solo la geometria e la composizione, ma una sorta di ambiguità".
Economopoulos ricorda che anche allora non ha fotografato per oltre due anni, ma invece ha acquistato libri di fotografia. Quindi ha iniziato a fotografare:
Già nel 1984, afferma Economopoulos, "mi dava fastidio ideologicamente che Greci e Turchi fossero nemici", e visitò la Turchia per scattare fotografie. "Nessun greco in quel momento sarebbe andato in Turchia in vacanza", scrive, e i suoi amici greci erano increduli; ma Economopoulos si sentì subito a casa in Turchia, dove l'atmosfera "era esattamente la stessa di quando ero un bambino negli anni '60". (Molto più tardi, avrebbe aggiunto che la Grecia e la Turchia occidentale avevano sostituito le taverne con McDonald's, mentre la Turchia orientale conservava ancora i valori del passato.)
Nel 1988, Economopoulos finì di lavorare come giornalista e partì per uno studio fotografico di due anni su Grecia e Turchia.
Economopoulos è stato incoraggiato a unirsi a Magnum Photos dal fotografo greco-americano Costa Manos, ed è diventato membro associato nel 1990 e, dopo il suo lavoro in Albania, Bulgaria, Romania e ex Jugoslavia, membro a pieno titolo nel 1994 i suoi primi lavori gli hanno fatto vincere il premio Mother Jones del 1992 per la fotografia documentaria.
Nel 1993 Frank Viviano, che aveva incontrato per la prima volta Economopoulos a Timişoara, subito dopo la caduta di Nicolae Ceaușescu, scrisse che:
Con il sostegno dei Little Brothers of the Poor, nel 1994 Economopoulos in Grecia ha fotografato zingari  e nel 1995-96 minatori di lignite e musulmani. Nel 1997-98 si è concentrato sulle persone che vivono sulla " Linea verde " che separa Cipro del Nord, la migrazione illegale attraverso il confine albanese-greco e i giovani a Tokyo; e per i successivi due anni gli albanesi in fuga dal Kosovo. Ha anche lavorato su commissione dell'Università dell'Egeo sulla narrazione nella regione.
Economopoulos era insoddisfatto dell'incarico in Giappone, poiché si sentiva incapace di comunicare con le persone ed era altrettanto estraneo dopo tre settimane di lavoro come lo era stato al suo arrivo. Al contrario, scrive che "preferisco passare il mio tempo nel mio angolo di mondo, nell'Europa meridionale e nell'Asia occidentale, dove comprendo i codici e posso stabilire connessioni". Ciò non significa che i Balcani siano un libro aperto per lui: Economopoulos ha anche scritto dei paradossi apparenti in Albania; e anche attraverso i Balcani, dove i volti possono essere tristi anche nelle feste di matrimonio.

Le fotografie della Turchia gli valsero il premio Abdi İpekçi nel 2001 per la promozione dell'amicizia tra Turchia e Grecia. Dolorosamente consapevole dell'amarezza spesso incoraggiata sia in Grecia che in Turchia verso l'altro, ha scritto con apprezzamento per l'accoglienza personale datagli dai turchi che incontrava. 
Nel 2001 Economopoulos dichiarò di preferire dormire nella sua roulotte viaggiando nei Balcani e in Turchia. Non si sentiva al sicuro nella sua roulotte nei Balcani, ma si sentiva al sicuro in Turchia.
Le fotografie di Economopoulos sono state pubblicate su The Guardian, The Independent, Le Monde, Libération, The New York Times, El País e Die Zeit. Sente che non esiste futuro nel fotogiornalismo. C'è una perdita di qualità nelle fotografie sui giornali e Robert Capa non farebbe fotografie se vivesse oggi. Ma ammette che Abbas e James Nachtwey sono tra quelli che non sono d'accordo.
Platon Rivellis scrive che:
Nel 2002 Economopoulos e la sua famiglia vivevano a Preveza; ora vive (2010) ad Atene.
Il suo lavoro è nelle collezioni permanenti del Centre Méditerranéen de la Photographie (Corsica) e del Museo Benaki (Atene).

## Mostre di Economopoulos

### Mostre personali
- "Nei Balcani". Mediatine ( Bruxelles ), Centre Méditerranéen de la Photographie ( Bastia ), 1997-98[15].
- "Nikos Economopoulos, Magnum: retrospettiva di 100 fotografie, '79-99." Hellenic American Union, 1999[10].
- "Apo mēchanēs choros" (Από μηχανής χορός) / "Dance ex machina." Technopolis (Gazi, Atene), 2000[16].
- "La mia Grecia". Museo Castello Ducale (Corigliano Calabro, Italia), 2004[14].
- "Economopoulos - fotografo". Museo di arte popolare della Society of Epirot Studies (Ioannina); Museo Benaki (Atene), 2005[17].
- "Nei Balcani". İstanbul Fotoğraf Merkezi (İstanbul), 2007[18].
- "Nikos Economopoulos." Evagoras Lanitis Center (Limassol), 2008-2009[19].
- "Nikos Economopoulos, Photographe". Maison de la Photographie Robert Doisneau (Gentilly), 2009-2010[20].

### Mostre collettive
- "NorthSouthEastWest: una visione a 360 ° dei cambiamenti climatici". (Con altri fotografi Magnum). Science Museum (Londra), marzo 2005; e molte città in tutto il mondo fino al 2006[21].
- "Periplus: 12 fotografi Magnum nella Grecia contemporanea." Onassis Cultural Center (Manhattan); Museo della fotografia Salonicco (Salonicco); Museo Benaki (Atene); (con il nome "Periplus - Fotografische Reisewege im heutigen Griechenland") Willy-Brandt-Haus (Berlino); Jin Tai Art Museum (Pechino); tutto il 2004[22].
- "Mediterranea". Biblioteca provinciale di Bari (Bari), 2005-2006[23].
- "Turchia di Magnum". İstanbul Modern (İstanbul), 2007[24].
- "L'umano nelle collezioni del Centre Méditerranéen de la Photographie". Centre Culturel Una Volta (Bastia), 2007[25]. Théâtre de Propriano (Propriano), 2009[26].

### Come regista / curatore
- "Strade della città"[27]. Banca Nazionale di Grecia Cultural Foundation (Atene), – Fondazione culturale National Bank of Greece (Salonicco), 2008; Parlamento europeo (Bruxelles), 2008[28]; Santralİstanbul (İstanbul), 2008[29]. Aeroporto internazionale di Atene, 2009.

## Libri di Economopoulos
- Nei Balcani. New York: Abrams, 1995. . (EN)
- Valkania (Βαλκάνια). Atene: Libro, 1995. . (EL)
- Balkanlarda. Istanbul: Fotoğrafevi, 2007. . (TR)
- Lignitōrychoi (Λιγνιτόρυχοι) / Lignite Miners. Atene: Indiktos, 1998. .   (EN)  (EL)
- Magnum: 100 fotografie 1979 – 1999 (Magnum - 100 Φωτογραφίες 1979-1999). Atene: Hellenic American Union, 1999. (EL) [30]
- Apo mēchanēs choros (Από μηχανής χορός). Atene: Diphōno, 2000. ISBN 960-86640-1-2 . ISBN 960-86640-0-4 . (EL) [31] Il titolo significa "Dance ex machina ".
- Informazioni su Children / Gia ta paidia (Για τα παιδιά). Atene: Metaichmio, 2001. . (EN)  (EL)
- Economopoulos, fotografo / Οικονομόπουλος, φωτογράφος. Atene: Metaichmio, 2002. ISBN 960-375-121-9 . (EL)  (EN)  Un sondaggio sul lavoro di Economopoulos.[32]
- Kokkinē klōstē klōsmenē: Laïka paramythia kai aphēgētes tou Aigaiou (Κόκκινη κλωστή κλωσμένη - Λαϊκά παραμύθια και αφηγητας) Testo di Marianthē Kaplanoglou. Atene: Ekdoseis Patakē, 2004. ISBN 960-16-1325-0   (EL)   Il titolo significa "Filo rosso spezzato: racconti popolari e narratori dell'Egeo".

## Libri con contributi di Economopoulos
- Magnum Cinema: Photographs from 50 Years of Movie-Making. London: Phaidon, 1995. ISBN 0-7148-3375-4. London: Phaidon, 2001. ISBN 0-7148-3772-5. (EN) 
  - Magnum Cinema: ein halbes Jahrhundert Kino in Magnum-Photographien. München: Schirmer/Mosel, 1994. ISBN 3-88814-744-1. München: Schirmer/Mosel, 1996. ISBN 3-88814-799-9. (DE) 
  - Magnum cinema: la storia del cinema nelle fotografie della Magnum. Milano: Mondadori, 1994. ISBN 88-04-39148-0. (IT) 
  - Magnum cinema: des histories de cinéma par les photographes de Magnum. Paris: Cahiers du Cinéma, 1994. ISBN 2-86642-153-1. (FR) 
  - Magunamu shinema: Magunamu shashinka-tachi ni yoru eigashi (マグナム・シネマ: マグナム写真家たちによる映画史?). Tokyo: Kinema Junpō-sha, 1995. ISBN 4-87376-131-X. (JA)
- Tōkyō (東京?) / Tokyo. Today. Tokyo: EU Japan Fest Japan Committee, 1996. (JA) (EN)  Photographs by Economopoulos on pp. 21, 36, 37.
- Thrakē: Terra incognita / Thrace: Terra Incognita. Rodos: Rodos Image, 1997. ISBN 960-90194-4-7. (EL) (EN)  Photographs by Tassos Vrettos, Nikos Kasseris, and Economopoulos; texts by Yiannis Panoussis and Manos Stephanidis.
- Magnum° (also called Magnum Degrees). London: Phaidon, 2000. ISBN 0-7148-3821-7. (EN)  Photographs from the Balkans on pp. 43, 100–17, 196–97.
  - Magnum°. Phaidon. ISBN 0-7148-9784-1. (ES) 
  - Magnum°. Phaidon. ISBN 0-7148-9077-4. (DE) 
  - Magnum°. Phaidon. ISBN 0-7148-9065-0 (hard). ISBN 0-7148-9450-8 (paper). (FR) 
  - Magnum°. Phaidon. ISBN 0-7148-9792-2. (IT)
- Magnum Football (distributed in the US as Magnum Soccer). London: Phaidon, 2002. ISBN 0-7148-4236-2. London: Phaidon, 2005. ISBN 0-7148-4521-3. With other Magnum photographers.
  - Magnum Football. Phaidon. ISBN 0-7148-9328-5. (FR) 
  - Magnum Fußball. Phaidon. ISBN 0-7148-9337-4 (hardback). ISBN 0-7148-5797-1 (paperback). (DE) 
  - Magnum Calcio. Phaidon. ISBN 0-7148-9788-4. (IT) 
  - Magnum Fútbol. Phaidon. ISBN 0-7148-9775-2. (ES) 
  - Magunamu sakkā (マグナムサッカー?). Tokyo: Phaidon, 2006.  	ISBN 4-902593-37-8. (JA)
- Periplous, 12 photographoi tou Manknoum stē synchronē Hellada / Periplus, 12 Magnum Photographers in Contemporary Greece. Athens: Organismos Provolēs Hellēnikou Politismou-Politistikē Olympiada, 2004. ISBN 960-8276-14-4. (EL) (EN)
- Magnum Stories. London: Phaidon, 2004. ISBN 0-7148-4245-1. (EN)  Pp. 130–37 are devoted to Economopoulos: he introduces a selection of his photography (1988–99) in Turkey.
- Magunamu ga totta Tōkyō (マグナムが撮った東京?) / Tokyo Seen by Magnum Photographers. Tokyo: Magnum Photos Tokyo, 2007. (JA) (EN)  Plates 70 and 71 are by Economopoulos.
- Magnum Magnum: with 413 photographs in colour and duotone, ed. Brigitte Lardinois. London: Thames & Hudson, 2007. ISBN 978-0-500-54342-9. London: Thames & Hudson, 2008. ISBN 0-500-54366-6. A selection by Paolo Pellegrin of Economopoulos' photographs appears on pp. 144–49; elsewhere, Economopoulos presents his selection of photographs by David Alan Harvey. (EN) 
  - Magnum Magnum: con 413 fotografías en color y en blanco y negro. Barcelona: Lunwerg, 2007. ISBN 84-9785-333-4. (ES) 
  - Magnum Magnum: met 413 foto's in kleur en duotoon. Tielt: Lannoo; Bussum: Thoth, 2007. ISBN 90-5996-021-1. Tielt: Lannoo; Bussum: Thoth, 2009. ISBN 90-5996-041-6. (NL) 
  - Magnum Magnum. Paris: La Martinière, 2007. ISBN 2-7324-3652-6. (FR) 
  - Magnum Magnum. München: Schirmer Mosel, 2007. ISBN 3-8296-0323-1. (DE) 
  - Magunamu Magunamu (マグナム・マグナム?) / Magnum Magnum. Kyoto: Seigensha, 2007. ISBN 4-86152-113-0. Kyoto: Seigensha, 2009. ISBN 4-86152-201-3. (JA)
- City Streets / Hoi dromoi tēs polēs (Οι δρόμοι της πόλης). Athens: Morphōtiko Hidryma Ethnikēs Trapezēs, 2007. ISBN 960-250-379-3. Economopoulos was editor of the content (and teacher of the contributors). (EN) (EL)